# Alcis melangraphes
Alcis melangraphes är en fjärilsart som beskrevs av Louis Beethoven Prout 1935. Alcis melangraphes ingår i släktet Alcis och familjen mätare. Inga underarter finns listade i Catalogue of Life.